# Max Tonetto
Max Tonetto (né le 18 novembre 1974 à Trieste) est un footballeur italien, qui évoluait au poste de latéral ou milieu gauche. Il compte une sélection en équipe d'Italie.

## Carrière en club
- 1990-1992 :  SS San Giovanni
- 1992-1993 :  Reggiana AC
- 1993-1994 : →  Fano Calcio
- 1994-1995 : →  Ravenne Calcio
- 1995-1997 :   Reggiana AC
- 1997-1999 :  Empoli Football Club
- 1999-Jan. 2000 :  Milan AC
- Jan. 2000-Juil. 2000 : →  Bologne FC
- 2000-Oct. 2000 :  Bologne FC
- Oct. 2000-2004 :  US Lecce
- 2004-2006 :  Sampdoria
- 2006-2010 :  AS Rome[3]

## En équipe nationale
Max Tonetto obtient sa première convocation en équipe d'Italie le 28 mars 2007, sous la gestion de Roberto Donadoni, pour le match de qualification à l'Euro 2008 Italie-Écosse mais il ne foule pas la pelouse. Il obtiendra sa première et unique cape le 2 juin 2007 lors du match îles Féroé-Italie (1-2), match de qualification à l'Euro 2008.

## Palmarès
- Vainqueur de la Coupe d'Italie : 2006/2007 et 2007/2008 (AS Rome)
- Vainqueur de la Supercoupe d'Italie : 2007 (AS Rome)